# 奧利夫 (蒙大拿州)
奧利夫（英語：Olive）是位於美國蒙大拿州保德河縣的非建制地區。

## 歷史
奧利夫的郵局於1909年設立，其後於2004年停運。

## 地理
奧利夫所處的海拔為高於海平面985米（即3232英呎），而該地所採用的時區為UTC-6，即北美山地時區（MST）。同時該地設有夏令時間，為UTC-7調快一小時，即UTC-6（MDT）。